# Championnat du Luxembourg masculin de handball
Le championnat du Luxembourg masculin de handball est une compétition de clubs masculins de handball au Luxembourg créée en 1936. Le championnat compte 8 équipes et les clubs les plus titrés sont le HB Dudelange avec 23 championnats remportés devant le HB Eschois Fola avec 21 titres. Vainqueur de son 12e titre en 2023, le Handball Esch est le tenant du titre.

## Histoire

### Les débuts: leHB Eschois Folaaux commandes
La Fédération luxembourgeoise de handball (FLH) est créée en 1936 et organise cette même année la première édition du championnat du Luxembourg de handball. À l'époque le handball se jouait à onze et sur herbe. Le HB Eschois Fola domina les premières saisons du championnat, devenant champion lors des onze premières premières éditions hormis la quatrième édition remportée par le HBC Schifflange ASBL et septième édition remportée par le HC La Fraternelle Esch. Par la suite, les Red Boys Differdange (12e et 15e éditions) et le CA Dudelange (13e, 14e et 16e éditions) s'imposeront.

### 1961-1986: la domination duHB Dudelange
À partir de 1961, la compétition se joue désormais dans sa version à sept joueurs.
Si le HB Eschois Fola remporte de nouveau le championnat au cours de trois des quatre éditions suivantes (17e, 18e et 20e éditions), la victoire du HB Dudelange lors de la 19e édition préfigure la domination de ce club qui remportera 17 fois le championnat entre 1963 et 1986, le HB Eschois Fola ne devenant champion qu'à 5 reprises et le HBC Schifflange ASBL une fois (39e édition).

### Depuis 1986
À compter de 1986, le club Red Boys Differdange est sacré champion 5 fois (47e, 48e, 53e, 54e et 55e)  entrecoupé des victoires du HB Dudelange (49e) CHEV Handball Diekirch (50e), HB Echternach (51e), HC La Fraternelle Esch (52e édition). Puis le HC Berchem parviendra également à s'imposer à 5 reprises (56e, 57e, 61e, 62e et 67e).
Les années 2000 sont marquées par la fusion en 2001 du HB Eschois Fola et du HC La Fraternelle Esch, deux clubs de la ville de Esch-sur-Alzette, pour former un nouveau club le Handball Esch. Celui-ci remporte la compétition 7 fois (58e, 59e, 60e, 63e, 66e et 69e édition). Enfin, la saison 2007/2008 est marquée par le retour du HB Dudelange qui s'impose de nouveau après 15 ans sans titre (64e, 65e et 68e édition).

## Naming
En décembre 2018, un contrat de naming est signé avec Axa qui donne son nom au championnat qui devient l'Axa League. Le précédent contrat était avec Sales-Lentz, le championnat se nommait alors la Sales-Lentz League.

## Les clubs
Les clubs pour la saison 2023-2024 sont :
| Club                     | Ville            | Canton           | Salle                             |
| ------------------------ | ---------------- | ---------------- | --------------------------------- |
| Handball Esch            | Esch-sur-Alzette | Esch-sur-Alzette | Centre Sportif Henri Schmitz      |
| HB Dudelange             | Dudelange        | Esch-sur-Alzette | Centre sportif René Hartmann      |
| HC Berchem               | Roeser           | Esch-sur-Alzette | Hall Omnisports à Crauthem        |
| Red Boys Differdange     | Differdange      | Esch-sur-Alzette | Avenue Parc des Sports à Oberkorn |
| Handball Käerjeng        | Käerjeng         | Capellen         | Centre Sportif Käerjenger Dribbel |
| CHEV Handball Diekirch   | Diekirch         | Diekirch         | ?                                 |
| Espérance Rumelange (lb) | Rumelange        | Esch-sur-Alzette | ?                                 |
| Mersch75                 | Mersch           | Mersch           | ?                                 |

## Palmarès
Le palmarès du Championnat du Luxembourg masculin de handball est :
| Édition                   | Saison | Champion               |
| ------------------------- | ------ | ---------------------- |
| 1                         | 1937   | HB Eschois Fola        |
| 2                         | 1938   | HB Eschois Fola        |
| 3                         | 1939   | HB Eschois Fola        |
| 1940 à 1945 : non disputé |        |                        |
| 4                         | 1946   | HBC Schifflange        |
| 5                         | 1947   | HB Eschois Fola        |
| 6                         | 1948   | HB Eschois Fola        |
| 7                         | 1949   | HC La Fraternelle Esch |
| 8                         | 1950   | HB Eschois Fola        |
| 9                         | 1951   | HB Eschois Fola        |
| 10                        | 1952   | HB Eschois Fola        |
| 11                        | 1953   | HB Eschois Fola        |
| 12                        | 1954   | HB Eschois Fola        |
| 13                        | 1955   | Red Boys Differdange   |
| 14                        | 1956   | CA Dudelange           |
| 15                        | 1957   | CA Dudelange           |
| 16                        | 1958   | CA Dudelange           |
| 17                        | 1959   | CA Dudelange (4)       |
| 18                        | 1960   | HB Eschois Fola        |

| Édition | Saison    | Champion             |
| ------- | --------- | -------------------- |
| 19      | 1960/1961 | HB Eschois Fola      |
| 20      | 1961/1962 | HB Dudelange         |
| 21      | 1962/1963 | HB Eschois Fola      |
| 22      | 1963/1964 | HB Dudelange         |
| 23      | 1964/1965 | HB Dudelange         |
| 24      | 1965/1966 | HB Dudelange         |
| 25      | 1966/1967 | HB Dudelange         |
| 26      | 1967/1968 | HB Dudelange         |
| 27      | 1968/1969 | HB Dudelange         |
| 28      | 1969/1970 | HB Dudelange         |
| 29      | 1970/1971 | HB Dudelange         |
| 30      | 1971/1972 | HB Dudelange         |
| 31      | 1972/1973 | HB Dudelange         |
| 32      | 1973/1974 | HB Eschois Fola      |
| 33      | 1974/1975 | HB Eschois Fola      |
| 34      | 1975/1976 | HB Dudelange         |
| 35      | 1976/1977 | HB Dudelange         |
| 36      | 1977/1978 | HB Eschois Fola      |
| 37      | 1978/1979 | HB Eschois Fola      |
| 38      | 1979/1980 | HB Dudelange         |
| 39      | 1980/1981 | HB Dudelange         |
| 40      | 1981/1982 | HBC Schifflange (2)  |
| 41      | 1982/1983 | HB Eschois Fola      |
| 42      | 1983/1984 | HB Dudelange         |
| 43      | 1984/1985 | HB Dudelange         |
| 44      | 1985/1986 | HB Dudelange         |
| 45      | 1986/1987 | HB Eschois Fola      |
| 46      | 1987/1988 | HB Eschois Fola      |
| 47      | 1988/1989 | HB Eschois Fola (21) |
| 48      | 1989/1990 | Red Boys Differdange |
| 49      | 1990/1991 | Red Boys Differdange |
| 50      | 1991/1992 | HB Dudelange         |

| Édition | Saison    | Champion                   |
| ------- | --------- | -------------------------- |
| 51      | 1992/1993 | CHEV Handball Diekirch (1) |
| 52      | 1993/1994 | HB Echternach (1)          |
| 53      | 1994/1995 | HC Berchem                 |
| 54      | 1995/1996 | HC La Fraternelle Esch (2) |
| 55      | 1996/1997 | Red Boys Differdange       |
| 56      | 1997/1998 | Red Boys Differdange       |
| 57      | 1998/1999 | Red Boys Differdange       |
| 58      | 1999/2000 | HC Berchem                 |
| 59      | 2000/2001 | HC Berchem                 |
| 60      | 2001/2002 | Handball Esch              |
| 61      | 2002/2003 | Handball Esch              |
| 62      | 2003/2004 | Handball Esch              |
| 63      | 2004/2005 | HC Berchem                 |
| 64      | 2005/2006 | HC Berchem                 |
| 65      | 2006/2007 | Handball Esch              |
| 66      | 2007/2008 | HB Dudelange               |
| 67      | 2008/2009 | HB Dudelange               |
| 68      | 2009/2010 | Handball Esch              |
| 69      | 2010/2011 | HC Berchem (6)             |
| 70      | 2011/2012 | HB Dudelange               |
| 71      | 2012/2013 | Handball Esch              |
| 72      | 2013/2014 | Handball Käerjeng          |
| 73      | 2014/2015 | HB Dudelange (23)          |
| 74      | 2015/2016 | Red Boys Differdange (8)   |
| 75      | 2016/2017 | Handball Esch              |
| 76      | 2017/2018 | Handball Käerjeng (2)      |
| 77      | 2018/2019 | Handball Esch              |
| 78      | 2019/2020 | Handball Esch              |
| 79      | 2020/2021 | Handball Esch              |
| 80      | 2021/2022 | Handball Esch              |
| 81      | 2022/2023 | Handball Esch (12)         |
| 82      | 2023/2024 | en cours                   |

## Bilans

### Par club
| Rang  | Club                   | Titres  | Saisons |
| ----- | ---------------------- | ------- | --- |
| 1     | HB Dudelange           | 23      | 1962, 1964, 1965, 1966, 1967, 1968, 1969, 1970, 1971, 1972, 1973, 1976, 1977, 1980, 1981, 1984, 1985, 1986, 1992, 2008, 2009, 2012, 2015 |
| 2     | HB Eschois Fola        | 21      | 1937, 1938, 1939, 1947, 1948, 1950, 1951, 1952, 1953, 1954, 1960, 1961, 1963, 1974, 1975, 1978, 1979, 1983, 1987, 1988, 1989             |
| 3     | Handball Esch          | 12      | 2002, 2003, 2004, 2007, 2010, 2013, 2017, 2019, 2020, 2021, 2022, 2023                                                                   |
| 4     | Red Boys Differdange   | 8       | 1955, 1958, 1990, 1991, 1997, 1998, 1999, 2016                                                                                           |
| 5     | HC Berchem             | 6       | 1995, 2000, 2001, 2005, 2006, 2011 |
| 6     | CA Dudelange           | 4       | 1956, 1957, 1958, 1959 |
| 7     | HBC Schifflange        | 2       | 1942, 1982 |
| 7     | HC La Fraternelle Esch | 2       | 1948, 1996 |
| 7     | Handball Käerjeng      | 2       | 2014, 2018 |
| 10    | CHEV Handball Diekirch | 1       | 1993 |
| 10    | HB Echternach          | 1       | 1994 |
| -     | non décerné            | 5       | 1940 à 1945 |
| Total | Total                  | 82 (+5) | 1937-2023 |

### Par localisation
| Rang  | Ville            | Canton                         | Titres |
| ----- | ---------------- | ------------------------------ | ------ |
| 1     | Esch-sur-Alzette | Canton d'Esch-sur-Alzette (78) | 35     |
| 2     | Dudelange        | Canton d'Esch-sur-Alzette (78) | 27     |
| 3     | Differdange      | Canton d'Esch-sur-Alzette (78) | 8      |
| 4     | Roeser           | Canton d'Esch-sur-Alzette (78) | 6      |
| 5     | Schifflange      | Canton d'Esch-sur-Alzette (78) | 2      |
| 5     | Bascharage       | canton de Capellen             | 2      |
| 7     | Diekirch         | Canton de Diekirch             | 1      |
| 7     | Echternach       | Canton d'Echternach            | 1      |
| Total | Total            | Total                          | 82     |